# East Lancs Myllennium Vyking
L'East Lancs Myllennium Vyking è un modello di autobus a due piani realizzato su telaio Volvo B7TL dalla East Lancashire Coachbuilders.

## Storia
Il Myllennium Vyking ha sostituito il precedente East Lancs Vyking. Il Vyking era sempre un allestimento della East Lancs per il telaio Volvo B7TL ma nel 2000 è stato effettuato un rifacimento estetico che appunto è culminato nel progetto di questo nuovo allestimento, al quale è stato dato il nome di Myllennium Vyking.

## Caratteristiche
La carrozzeria del Myllennium Vyking è realizzata usando il System M5438 della Alusuisse che ne rende ottimale la resistenza. I cristalli sono in vetro laminato e le guarnizioni dipinte sono il sistema standard dell'autobus che ha anche disponibili i cristalli uniti e finestrini che possono essere aperti lateralmente.
Il riscaldamento è controllato da un termostato. Mentre la ventilazione è assicurata dai finestrini e dalle bocchette d'aria. Gli interni sono sistemati con il tipo di moquette richiesto dal cliente. Il pavimento del piano inferiore è realizzato in compensato che contiene anche legno di betulla finlandese dallo spessore di 12 mm su tutti e sui pavimenti dei piani è presente un rivestimento anti scivolo.
L'illuminazione è del tipo fluorescente, sul soffitto dell'autobus, mentre il mezzo aveva due coppie di fari alogeni rotondi sul frontale. Sul mezzo è disponibile anche una TV a circuito chiuso.
La targa per la destinazione è, di serie, solo manuale e le porte funzionano ad aria compressa e sono realizzate in vetro rinforzato. Per il conducente è stato realizzato un semplice compartimento in modo da rendere il suo lavoro più facile. Per l'esterno sono utilizzati due strati di vernice acrilica.